# Resolutie 2241 Veiligheidsraad Verenigde Naties
Resolutie 2241 van de Veiligheidsraad van de Verenigde Naties werd op 9 oktober 2015 aangenomen door de VN-Veiligheidsraad en verlengde de UNMISS-operatie in Zuid-Soedan met twee maanden. Dertien leden van de Raad stemden voor, terwijl Rusland en Venezuela zich onthielden. Rusland en Venezuela waren het niet eens met de clausule betreffende de rechtbank, daar dit een aangelegenheid van de Afrikaanse Unie was. Ook was men tegen het dreigen met sancties en het inzetten van onbemande vliegtuigen, omdat Zuid-Soedan zelf het daar niet mee eens was.

## Achtergrond
In 2011 was Zuid-Soedan, na decennia van conflict om het olierijke gebied, onafhankelijk geworden van Soedan. Eind 2013 ontstond echter een politieke crisis tussen president Salva Kiir en voormalig vicepresident Riek Machar die uitdraaide op etnisch geweld en moordpartijen. Eind 2015 waren al meer dan twee miljoen mensen op de vlucht geslagen en was een grote humanitaire crisis ontstaan.

## Inhoud
De overheid en oppositie in Zuid-Soedan werden opgeroepen het in augustus tussen hen gesloten akkoord onmiddellijk en geheel uit te voeren. Ook werden ze aangespoord een nationale dialoog op te starten waaraan iedereen kon deelnemen.
Het mandaat van UNMISS werd verlengd tot 15 december 2015. Het aantal militairen en agenten bleven gehandhaafd op 12.500 en 1323. De secretaris-generaal werd verzocht de vredesmacht snel op deze sterkte te brengen en de nodige tactische helikopters en onbemande vliegtuigen te voorzien. Hem werd ook gevraagd de AU en de overgangsregering van Zuid-Soedan technische hulp te bieden bij het opzetten van de rechtbank die de daders van mensenrechtenschendingen in het land moest berechten.
Aanvallen op UNMISS en hulporganisaties door zowel overheids- als oppositietroepen werden veroordeeld, evenals de schendingen van de mensenrechten die in Zuid-Soedan werden gerapporteerd.

## Verwante resoluties
- Resolutie 2187 Veiligheidsraad Verenigde Naties (2014)
- Resolutie 2223 Veiligheidsraad Verenigde Naties
- Resolutie 2252 Veiligheidsraad Verenigde Naties
- Resolutie 2271 Veiligheidsraad Verenigde Naties (2016)

Lijst ·  2196 ·  2197 ·  2198 ·  2199 ·  2200 ·  2201 ·  2202 ·  2203 ·  2204 ·  2205 ·  2206 ·  2207 ·  2208 ·  2209 ·  2210 ·  2211 ·  2212 ·  2213 ·  2214 ·  2215 ·  2216 ·  2217 ·  2218 ·  2219 ·  2220 ·  2221 ·  2222 ·  2223 ·  2224 ·  2225 ·  2226 ·  2227 ·  2228 ·  2229 ·  2230 ·  2231 ·  2232 ·  2233 ·  2234 ·  2235 ·  2236 ·  2237 ·  2238 ·  2239 ·  2240 ·  2241 ·  2242 ·  2243 ·  2244 ·  2245 ·  2246 ·  2247 ·  2248 ·  2249 ·  2250 ·  2251 ·  2252 ·  2253 ·  2254 ·  2255 ·  2256 ·  2257 ·  2258 ·  2259